# Золовловлювання
Золовловлювання (рос. золоулавливание, англ. ash collection, нім. Aschenfängerung f) — видалення золи з димових газів. У золовловлювачах механічної дії (наприклад, скруберах, циклонах) частинки золи осаджуються під дією відцентрових сил; у золовловлювачах електричної дії (електричних фільтрах) негативно заряджені частинки осідають на позитивно заряджених електродах.